# Anoplodactylus angulatus
Anoplodactylus angulatus är en havsspindelart som först beskrevs av Dohrn, A. 1881.  Anoplodactylus angulatus ingår i släktet Anoplodactylus och familjen Phoxichilidiidae. Inga underarter finns listade i Catalogue of Life.